# Кайта (Сирія)
Кайта (англ. Qayta, араб. قيطة) — поселення в Сирії, що складає невеличку друзьку общину в нохії Ес-Санамейн, яка входить до складу мінтаки Ес-Санамейн в південній сирійській мухафазі Дара.